# Sistema binario (astronomia)
Un sistema binario in astronomia indica un sistema di due oggetti (di solito stelle, ma anche pianeti, galassie o asteroidi) così vicini tra loro da essere legati dalla reciproca attrazione gravitazionale, orbitando attorno ad un centro di massa comune. Spesso, come nel caso delle stelle doppie o dei pianeti doppi, il centro di massa ricade all'esterno di entrambe le componenti del sistema. Un sistema multiplo è invece un sistema formato da più componenti. Per esempio, prendendo in considerazione la Terra e la Luna, essi formano un sistema binario ed entrambi ruotano in un centro comune che si trova all'interno della Terra ma non è il centro della Terra.

## Moto di due corpi

Sistema binario ruotante attorno ad un comune centro di massa.

Quando in un sistema binario è possibile misurare i periodi di rivoluzione e le dimensioni delle orbite, che generalmente sono ellittiche, è facile risalire al valore della massa totale dello stesso.
Il problema, del moto di due corpi materiali, in questo tipo di sistema, è che entrambi sono soggetti alla reciproca attrazione gravitazionale che, secondo la legge di Newton, risulta proporzionale al prodotto delle due masse ed inversamente al quadrato delle loro distanze secondo la nota espressione:
{\displaystyle F=G\,{\frac {m_{1}\,m_{2}}{r^{2}}}}
dove:
- F è la forza di attrazione;
- G è la costante di gravitazione universale;
- m1 è la massa del primo corpo;
- m2 è la massa del secondo corpo;
- r è la distanza fra i due corpi.

## Nane brune binarie

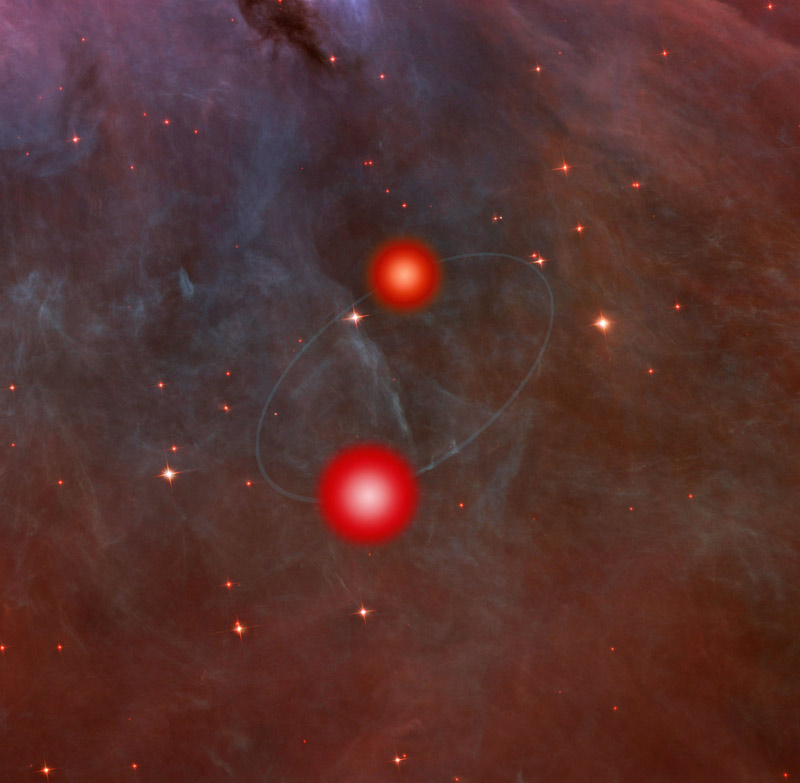
Concezione artistica di due nane brune in un'orbita stretta

La rivista scientifica Nature ha pubblicato uno studio fatto dal team di astronomi: Jeff Valenti dello (Space Telescope Science Institute (STScI), Robert Mathieu dell'Università del Wisconsin-Medison e Keivan Stassun dell'Università di Vanderbilt, nel quale studio si sono potuti determinare i valori di massa e le dimensioni di due nane brune orbitanti fra loro in un sistema binario.
Gli scienziati sono rimasti sorpresi nel constatare che una aveva una massa equivalente a 55 volte quella di Giove e l'altra 35 volte, quando per qualificarsi stelle, in modo che possa avvenire la fusione nucleare dell'idrogeno, la loro massa non doveva essere inferiore a 80 volte quella gioviana.
I due corpi hanno orbite così strette che dalla Terra si avvistano come un unico oggetto; grazie alle reciproche eclissi e alle variazioni di luminosità è stato possibile stabilire le loro orbite e quindi risalire ai dati prima espressi grazie alle leggi del moto di Newton.
Con la variazione dello spettro si è determinato le temperature superficiali, la teoria prevede che la compagna di maggior massa abbia un valore più elevato, invece si è trovato un valore minore: 2650 K contro i 2790 K della più piccola.
Una spiegazione plausibile è che i due oggetti abbiano diverse età e che uno sia stato catturato dalla forza gravitazionale dell'altro, diversamente dai modelli teorici che prevedono che le nane brune si formino dalla stessa nube interstellare e la loro formazione avvenga nello stesso periodo.

## Relatività di Einstein in un sistema binario

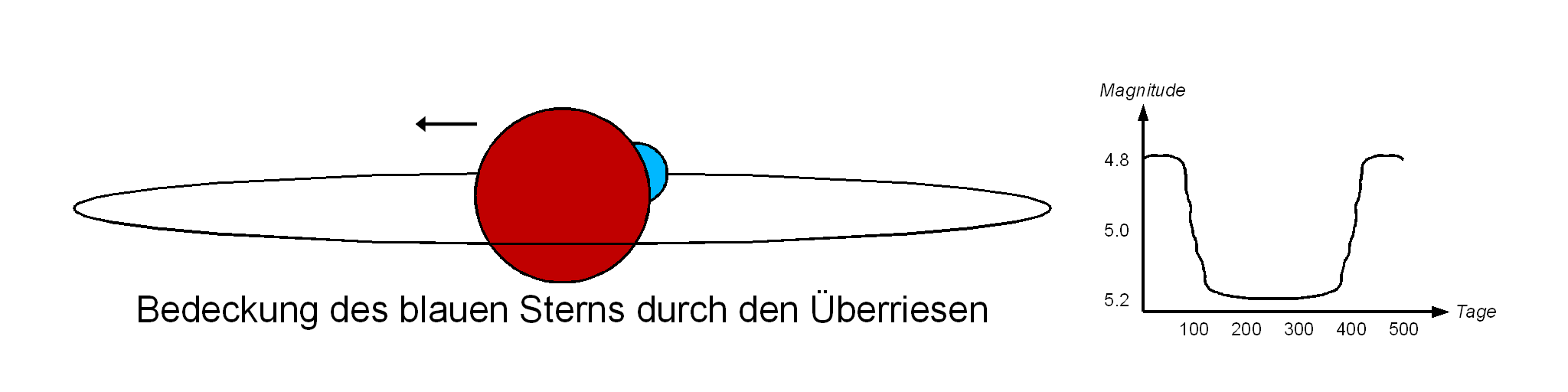
Sistema binario ad eclisse (VV Cephei).

Ultimamente è stato preso in esame un sistema stellare doppio che consiste in una coppia di stelle di neutroni, dette anche pulsar, e delle quali è stato possibile dalla Terra captare i segnali radio; i dati ricevuti confermano uno degli effetti predetti dalla teoria di Einstein sulla relatività generale.
Le due stelle, superdense, in esame sono PSR J0737-3039A e B, il loro studio durato 4 anni durante i quali gli scienziati hanno utilizzato il National Science Foundation's Robert C. Byrd Green Bank Telescope (GBT), e grazie ad una favorevole coincidenza, quella dell'allineamento del piano orbitale con la linea di vista, tanto che i corpi erano in eclisse, confermò la suddetta teoria che prevede che in un sistema binario di due oggetti massicci e vicini essi dovrebbero oscillare simili a trottole mentre si muovono nello spazio-tempo curvo delle reciproche orbite; e le osservazioni avvalorarono questa ipotesi della quale ancora non si era avuto riscontro; è stata definita la geometria del sistema binario e si è potuto tracciare le variazioni dell'asse di rotazione delle pulsar.
Le teorie di Newton e di Einstein non sono molto dissimili se si considerano zone ristrette come il Sistema solare, ma le differenze diventano evidenti in quelle dove i campi gravitazionali sono enormemente intensi; perciò il risultato ottenuto è stato oltremodo utile ed importante.

## 47Tuc W
Nella zona di 47 Tuc W è stata individuata una stella di neutroni che impiega solamente 2,35 millisecondi per compiere una rotazione; si ritiene che nell'ammasso esistano una dozzina di questi oggetti definiti pulsar millisecondo, e dallo studio effettuato sui dati inviati dall'osservatorio Chandra sembra che sia stata individuata la causa di questa enorme velocità: questa pulsar farebbe parte di un sistema binario del quale la seconda componente, una normale stella, verrebbe depredata del proprio materiale e sarebbe la caduta a spirale di questo che imprimerebbe una costante accelerazione alla pulsar in accrescimento.
I comportamenti di due corpi in un sistema binario sono molto diversi, a causa della natura delle componenti, del luogo in cui si trovano e di altre variabili che fanno in modo che le molte osservazioni fatte differiscano le une dalle altre e determinino un comportamento che non è lo stesso per tutti i casi, quindi ogni osservazione va considerata singolarmente ed i parametri usati per una possono non essere gli stessi per l'altra.